# Parastacus varicosus
La langosta de agua dulce o langostino de río (Parastacus varicosus) es una especie de crustáceo decápodo parastácido integrante del género Parastacus. Habita en ambientes de agua dulce en América del Sur, en el sur del Brasil y en el oriente del Uruguay.
Se ha estudiado su potencial en acuicultura. Fue reportada para esta especie intersexualidad.

## Taxonomía
Esta especie fue descrita originalmente en el año 1898 por el carcinólogo estadounidense Walter Faxon.